# Comuna Beliș, Cluj
Beliș (în maghiară Béles sau Jósikatelep) este o comună în județul Cluj, Transilvania, România, formată din satele Bălcești, Beliș (reședința), Dealu Botii, Giurcuța de Jos, Giurcuța de Sus, Poiana Horea și Smida. Se află la aproximativ 77 km vest de Cluj-Napoca și circa 27 km sud de Huedin. Toponimul pare să fie de origine slavă.
Comuna este alcătuită din următoarele 6 sate: Bălcești, Beliș, Dealu Botii, Giurcuța de Sus, Poiana Horea și Smida. Satul Giurcuța de Jos a fost dezafectat prin decretul 223/1972 pentru construirea barajului de acumulare Fântânele.

## Istorie
Nu se cunoaște data exactă a formării localității, se presupune însă că aceasta a fost formată de păstorii care veneau cu turmele prin zonă la pășunat. Aceștia și-au ridicat în zonă colibe, iar ulterior s-au așezat în zonă, rămânând definitiv acolo. Pe la 1737 în documentele vremii este amintită și localitatea Beliș.
La inceputul anilor 1970, pe vatra veche a satului Beliș s-a construit barajul Beliș-Fântânele, iar locuințele au fost strămutate pe deal. Satul vechi, Giurcuța de Jos, cu vatra și mormintele strămoșilor a fost inundat de apele lacului de acumulare Fântânele. Vara când nivelul apelor lacului scade, se pot vedea ruinele satului, în special biserica.

## Date geografice
Localitatea este extinsă pe pantele de nord-vest ale Munților Gilău și pe cele de sud-sud-est ale Măgurii Călățele din Munții Apuseni, pe malurile lacului antropic Fântânele, de pe cursul superior al Râului Someșul Cald.
Comuna este așezată în plin ținut al moților, la o altitudine de 1.050 m.

### Căi de acces
Se poate ajunge în zonă pe calea ferată până la gara din Huedin, iar de acolo cu transport auto. Mai ușor se ajunge pe șosea, pe drumul european E60 Oradea-Cluj-Brașov, iar din Huedin se trece pe drumul național [ [ DN1R ] ]către Beliș.

### Arii protejate
Molhașul Mare de la Izbuc (8 ha), de pe raza comunei Beliș, rezervație naturală botanică (molhaș = mlaștină oligotrofă, săracă în substanțe minerale și nutritive).

## Demografie
Componența etnică a comunei Beliș
     Români (84,82%)
     Alte etnii (0,2%)
     Necunoscută (14,98%)
Componența confesională a comunei Beliș
     Ortodocși (77,98%)
     Penticostali (5,46%)
     Alte religii (1,39%)
     Necunoscută (15,18%)
Conform recensământului efectuat în 2021, populația comunei Beliș se ridică la 1.008 locuitori, în scădere față de recensământul anterior din 2011, când fuseseră înregistrați 1.211 locuitori. Majoritatea locuitorilor sunt români (84,82%), iar pentru 14,98% nu se cunoaște apartenența etnică. Din punct de vedere confesional, majoritatea locuitorilor sunt ortodocși (77,98%), cu o minoritate de penticostali (5,46%), iar pentru 15,18% nu se cunoaște apartenența confesională.

## Politică și administrație
Comuna Beliș este administrată de un primar și un consiliu local compus din 9 consilieri. Primarul, Violeta Trifu[*],  politician independent, este în funcție din 1 noiembrie 2024. Începând cu alegerile locale din 2024, consiliul local are următoarea componență pe partide politice:
|  | Partid                          | Consilieri | Componența Consiliului | Componența Consiliului | Componența Consiliului |
|  | ------------------------------- | ---------- | ---------------------- | ---------------------- | ---------------------- |
|  | Partidul Social Democrat        | 3          |                        |                        |                        |
|  | Partidul Național Liberal       | 3          |                        |                        |                        |
|  | Alianța pentru Unirea Românilor | 2          |                        |                        |                        |
|  | Alianța Dreapta Unită           | 1          |                        |                        |                        |

### Evoluție istorică

#### Structura etnică
De-a lungul timpului populația satului Beliș a evoluat astfel:
Beliș, Cluj - evoluția demografică

|  | Graficele sunt indisponibile din cauza unor probleme tehnice. Mai multe informații se găsesc la Phabricator și la wiki-ul MediaWiki. |

Date: Recensăminte sau birourile de statistică - grafică realizată de Wikipedia

#### Structura confesională
Conform datelor recensământului în localitatea Beliș cultele religioase erau reprezentate în 2002 astfel: 87% ortodocși, 12% baptiști și 1% alte culte. De-a lungul timpului proporția confesiunilor a fost următoarea:

## Lăcașuri de cult
- Biserica de lemn din Beliș
- Biserica de lemn din Dealu Negru (din anul 1764)
- Biserica fortificată de la Văleni

## Obiective turistice
- Bradul lui Horea din pădurea Scorușet
- Cetățile Rădesei
- Lacul și stațiunea Beliș-Fântânele
- Cascada de la Răchițele
- Cheile Galbenei și Izbucul Galbenei
- Cheile Someșului Cald
- Molhașul Mare de la Izbuc (8,0 ha) [12]
- Poiana Florilor
- Parcul Natural Munții Apuseni
- Rezervația naturală Cetățile Ponorului
- Valea Iadei și Stâna de Vale
- Zonele din jurul lacului Fântânele

### Peșteri
- Peștera Piatra Ponorului
- Parcul Natural Munții Apuseni
- Peștera Alunu
- Peștera Humpleului
- Peștera Zmeilor

## Date economice
Principalele ocupații ale locuitorilor comunei sunt creșterea animalelor și prelucrarea lemnului.
Pe lângă aceasta se mai practică colectarea ciupercilor și a fructelor de pădure.
Din cauza altitudinii ridicate agricultura nu se poate practica la nivel dezvoltat.
Zona este una cu un potențial turistic ridicat, ceea ce a dus la creșterea industriei locale de agroturism și se așteaptă creșteri și mai mari în domeniu.

## Educație
Există o școală în satul Beliș și două în satul Poiana Horea. În Beliș există și o grădiniță de copii.

## Galerie de imagini

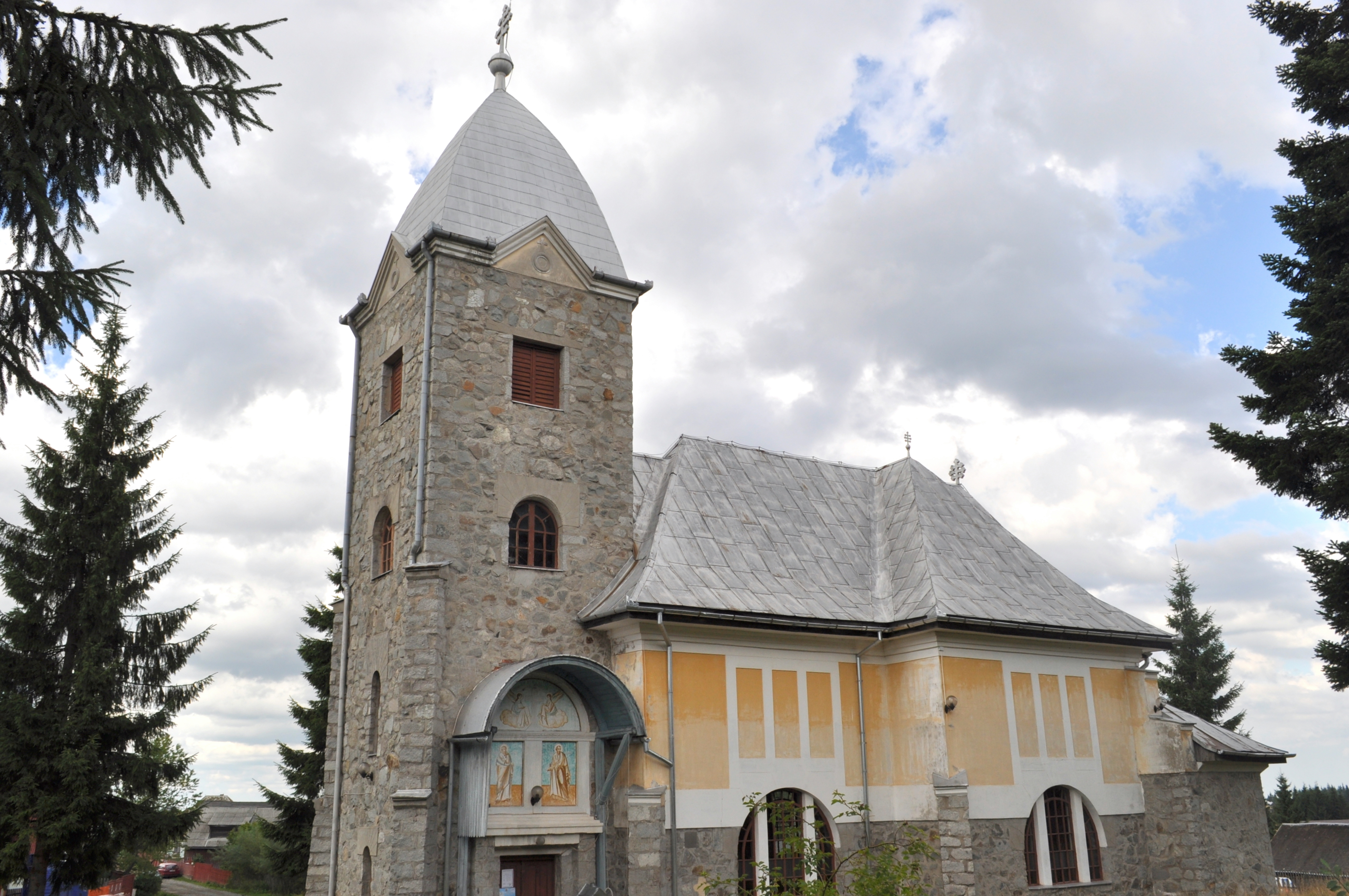
Biserica cu hramul „Sfinții 40 de mucenici”, copia fidelă a celei rămasă sub apele lacului de acumulare
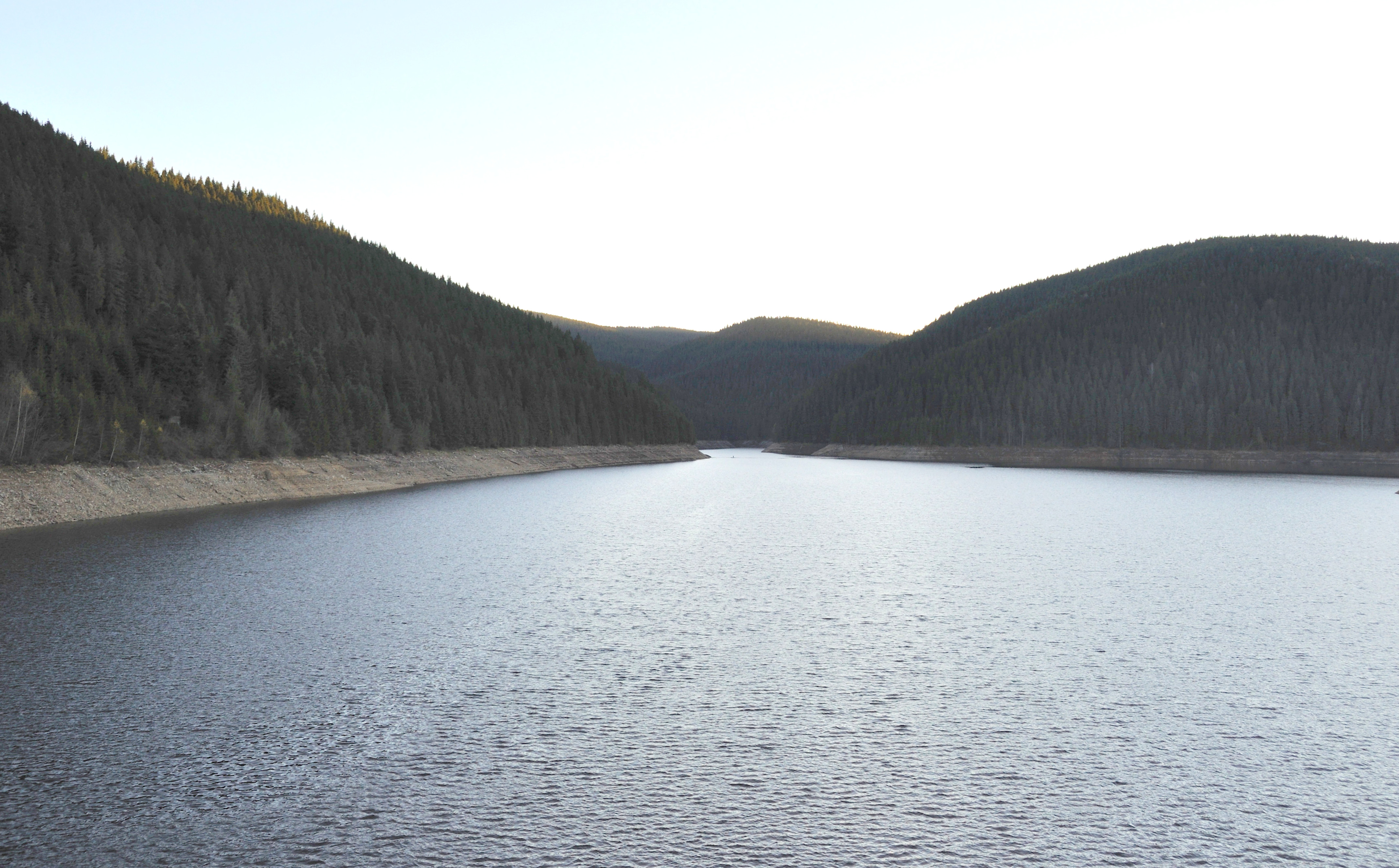
Lacul de acumulare Fântânele-Beliș
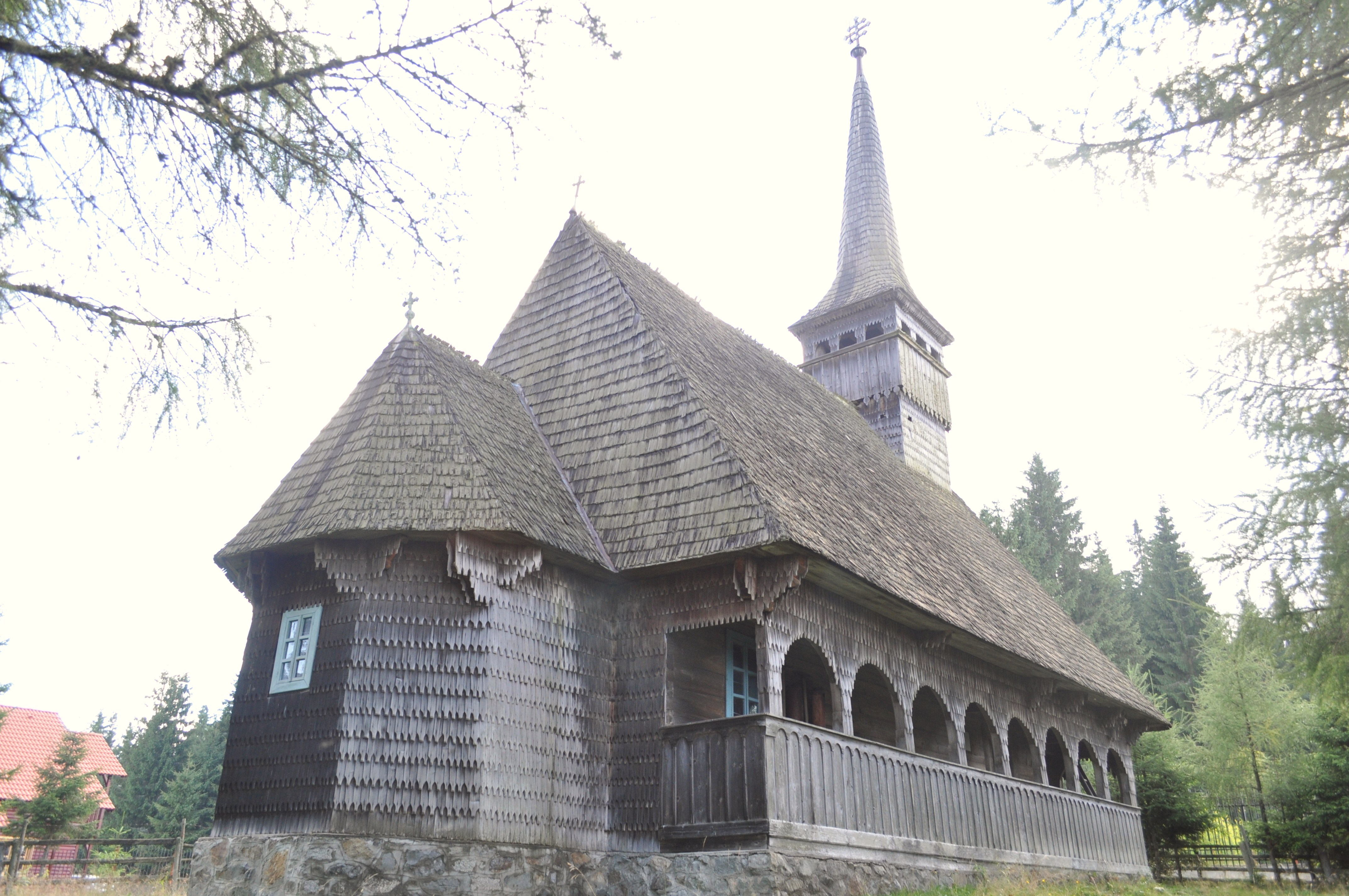
Biserica de lemn din Beliș
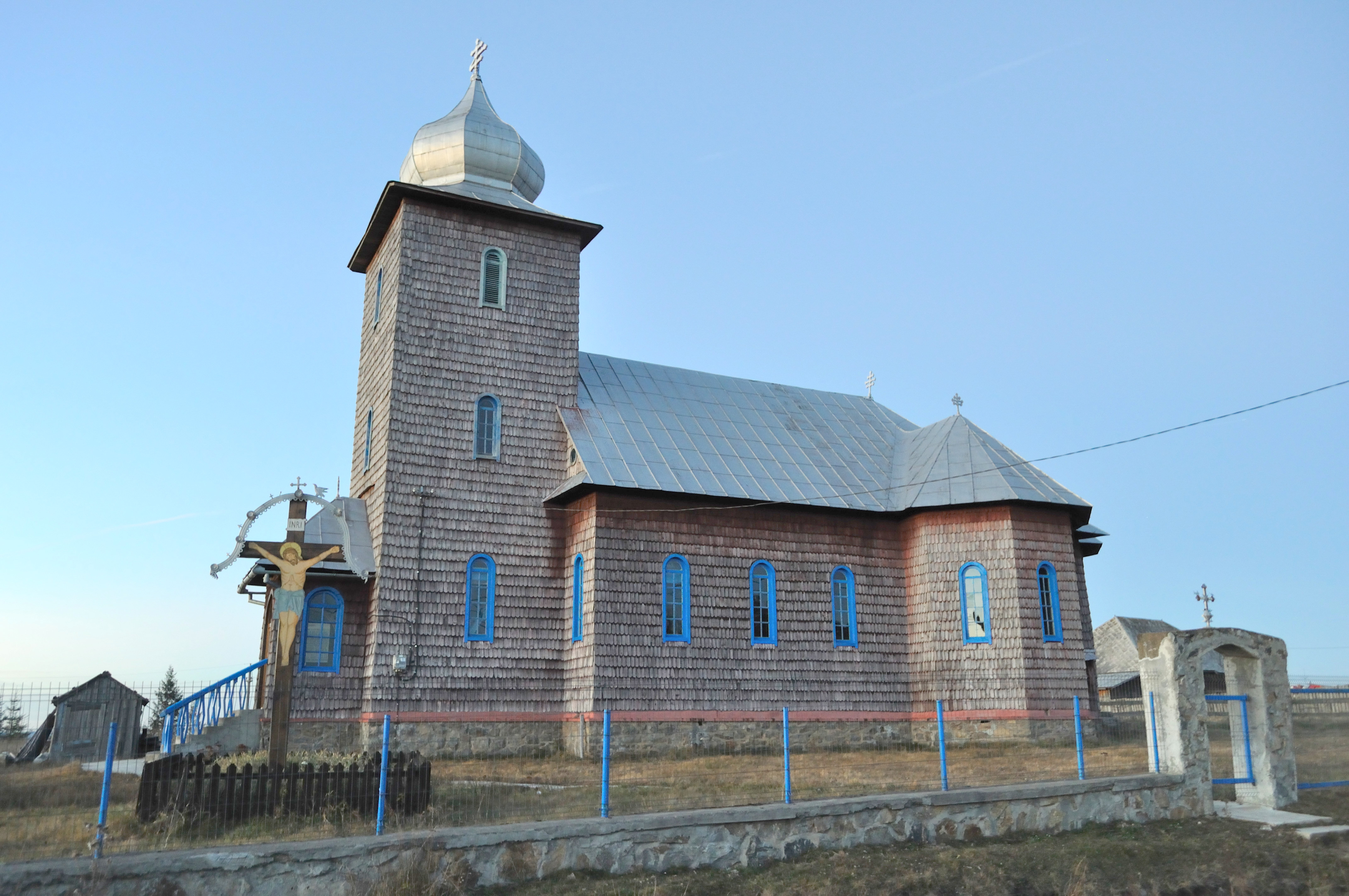
Biserica ortodoxă din Bălcești
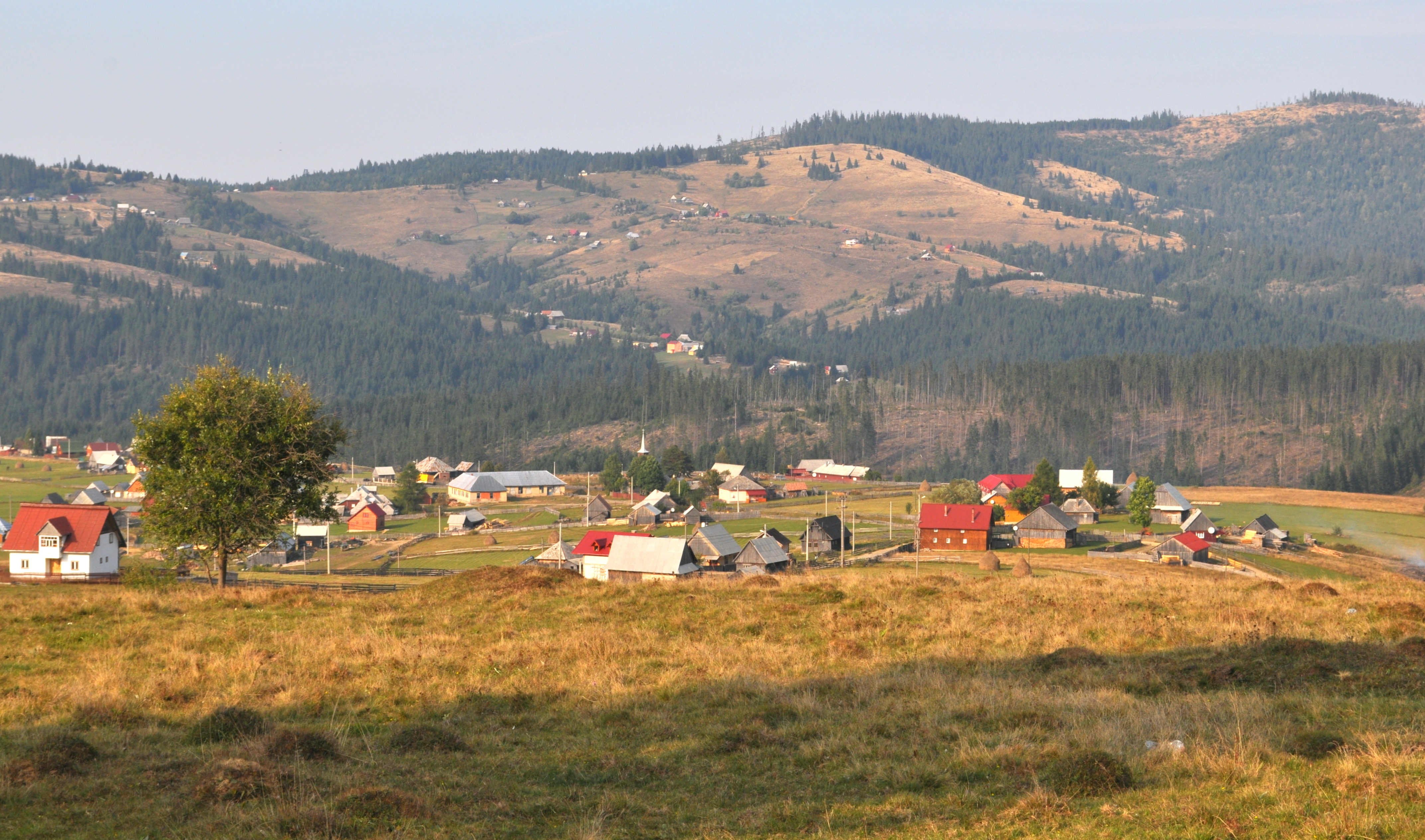
Giurcuța de Sus
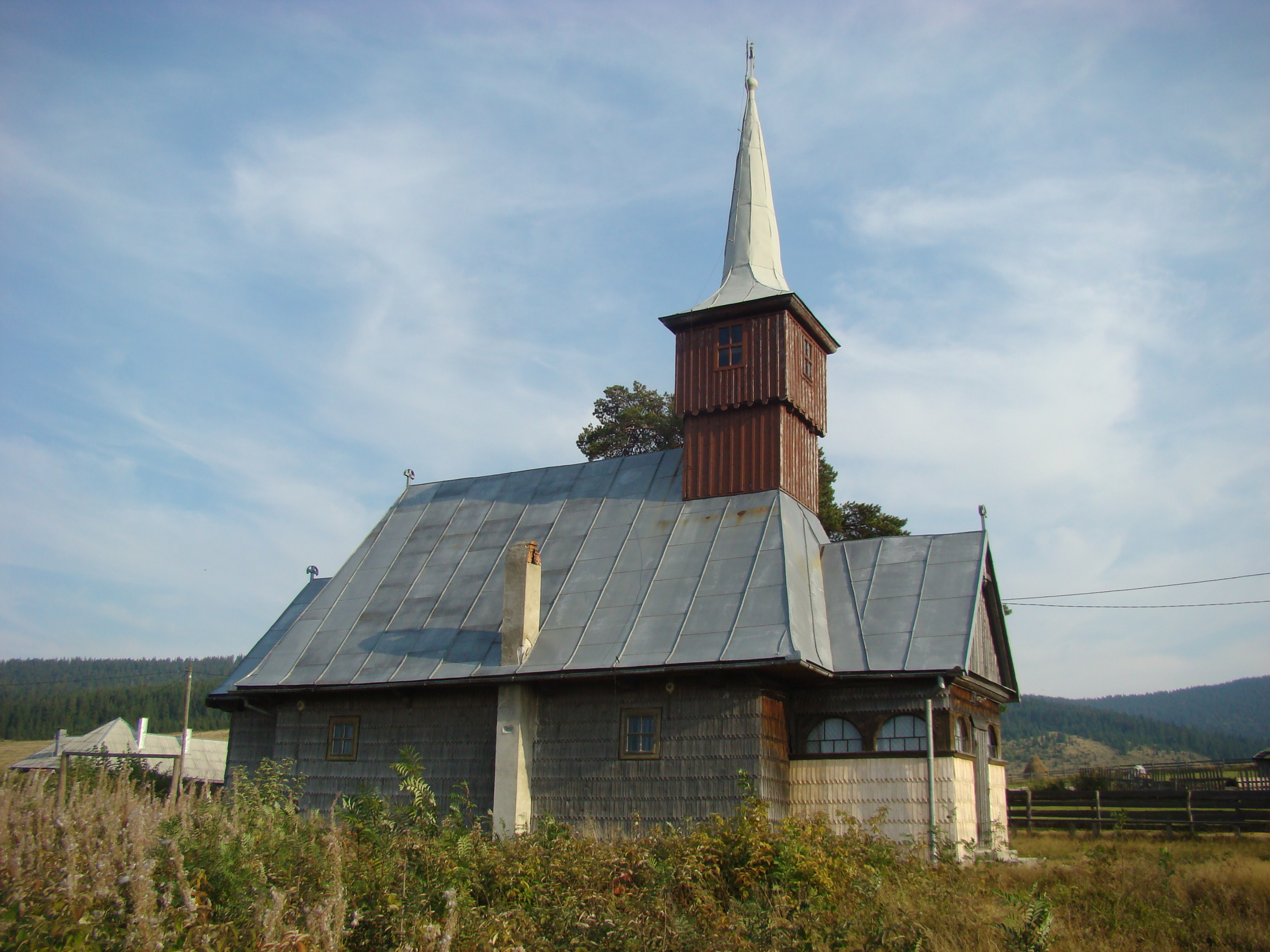
Biserica de lemn din Giurcuța de Sus
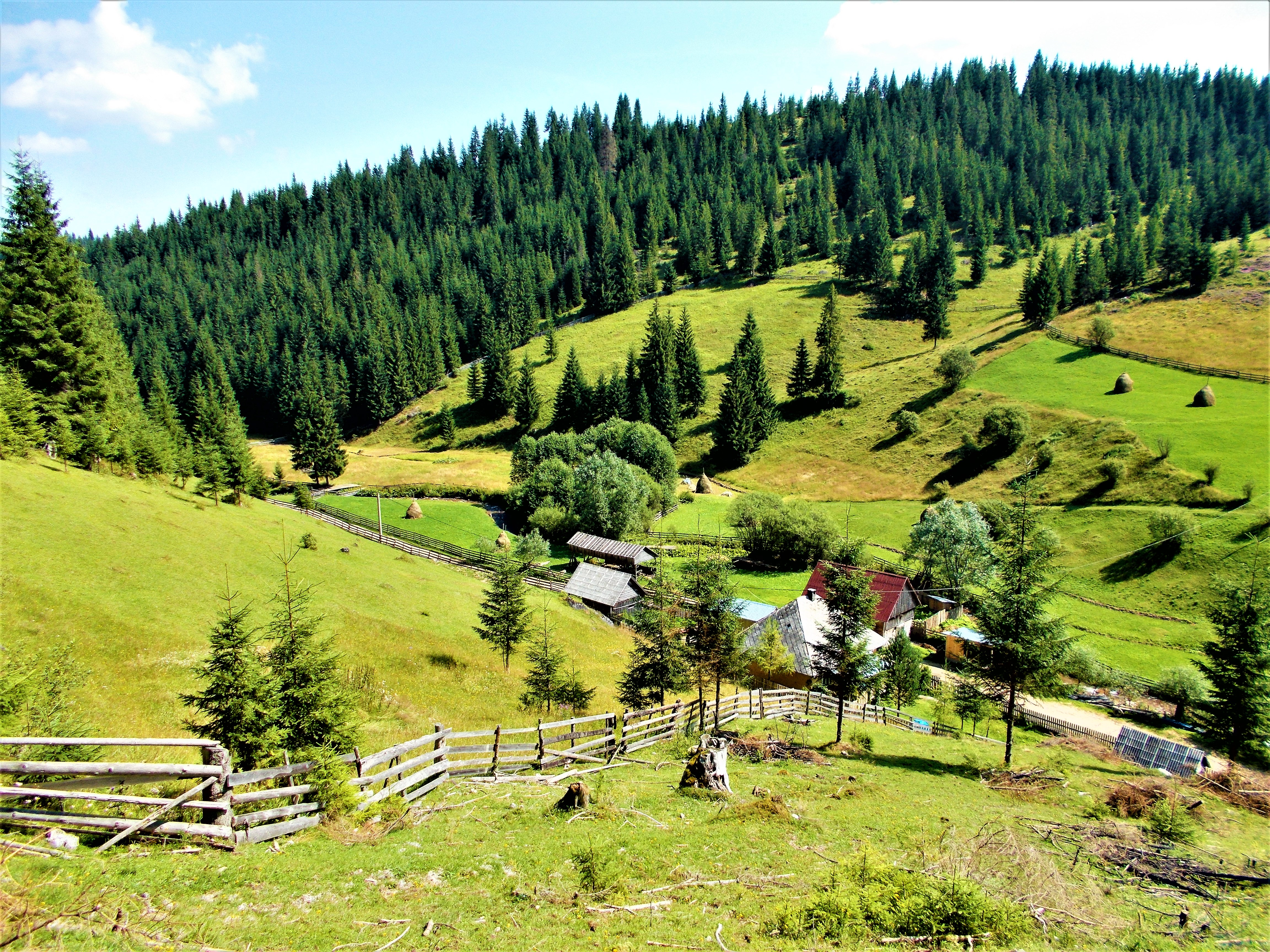
Poiana Horea
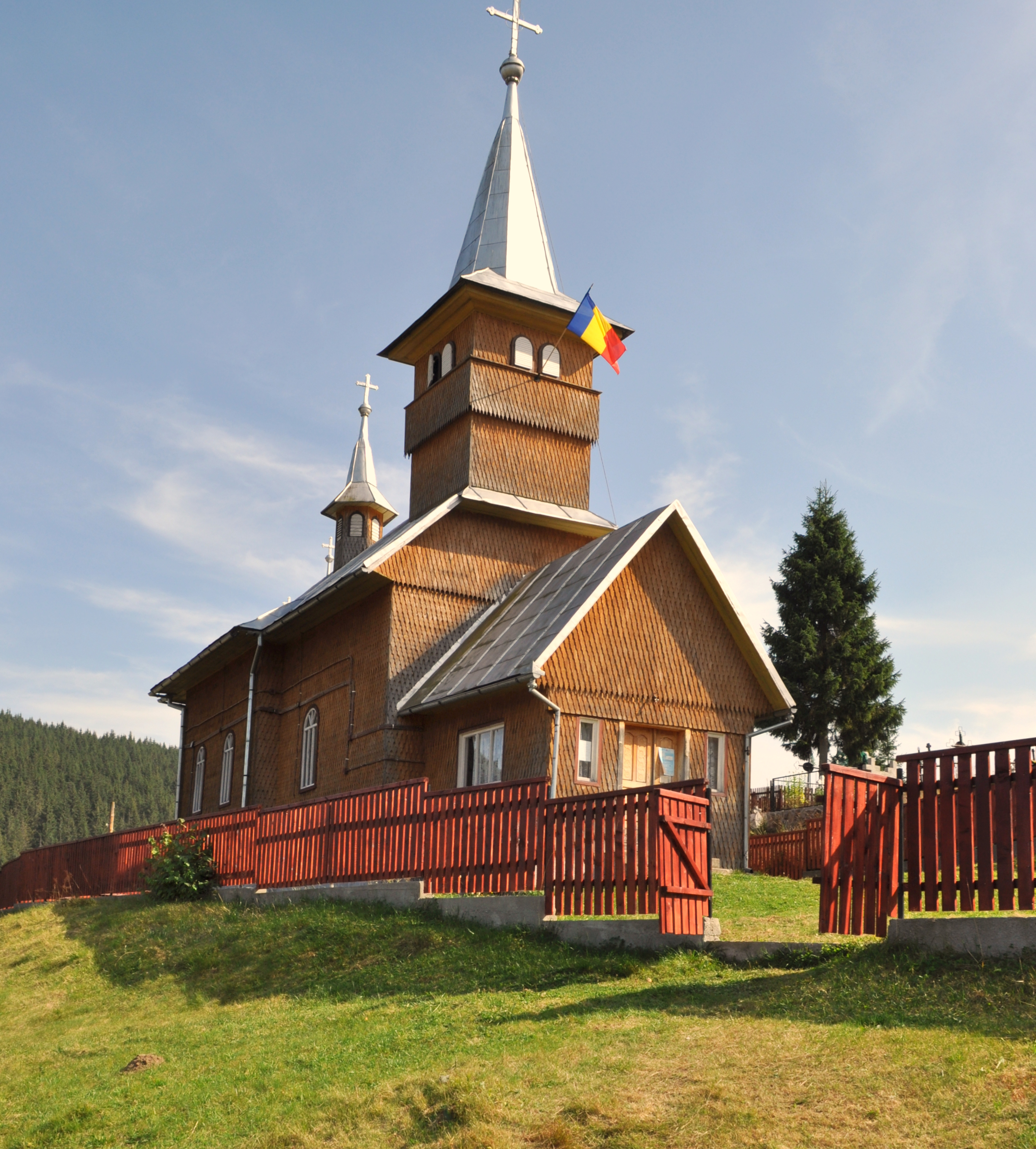
Biserica de lemn din Poiana Horea